# Victor Rabanales
Victor Rabanales est un boxeur mexicain né le 23 décembre 1962 à Ciudad Hidalgo.

## Carrière
Passé professionnel en 1983, il devient champion du monde des poids coqs WBC le 17 septembre 1992 en battant Joichiro Tatsuyoshi par arrêt de l'arbitre à la 9e reprise. Rabanales défend sa ceinture contre Dadoy Andujar puis s'incline aux points face à Byun Jung-il le 28 mars 1993. Il met un terme à sa carrière en 2003 sur un bilan contrasté de 49 victoires, 21 défaites et 3 matchs nuls.